# Gal Gadot
Gal Gadot-Varsano (em hebraico:  גל גדות; Petah Tikva, 30 de abril de 1985) é uma atriz israelense, mais conhecida pelos seus papéis como Gisele Yashar em Fast & Furious, Diana Prince / Mulher-Maravilha em Mulher-Maravilha, Linnet Ridgeway-Doyle em Morte no Nilo, Rachel Stone em Agente Stone e Sarah Black em Red Notice.

## Biografia
Gal Gadot nasceu em Petah Tikva e foi criada na cidade vizinha de Rosh HaAyin, no Distrito Central de Israel. Em hebraico, seu primeiro nome significa "onda" e o segundo "margens dos rios". Seus pais são Irit (nascida Weiss), uma professora, e Michael Gadot, um engenheiro. Ambos nasceram em território israelense e hebraizaram seus sobrenomes (anteriormente "Greenstein"). A família do pai de Gadot está em Israel há seis gerações. Seus avós maternos nasceram na Europa; enquanto seu avô foi prisioneiro no campo de concentração de Auschwitz e sobreviveu ao Holocausto, sua avó também escapou dos nazistas. Gadot diz que foi criada num ambiente "bem judeu, numa família bem israelense". Ela descende de judeus poloneses, austríacos, alemães e tchecos. Possui uma irmã mais nova chamada Dana.
Por conta da sua altura, Gadot já declarou que era boa em basquete no colegial. Quando adolescente, seu primeiro emprego foi como babá. Em seguida, chegou a trabalhar no Burger King. Quando adulta, estudou direito e relações internacionais na faculdade IDC Herzliya. Antes de iniciar a carreira artística, chegou a se formar em biologia.
Gadot serviu dois anos nas Forças de Defesa de Israel, como instrutora de combate. Ela descreveu seus tempos no exército como: "Você dá dois ou três anos de sua vida a eles e não é sobre você. Você aprende disciplina e respeito." Ela diz que isso a ajudou a ficar com o papel que pertencia a Gisele Bündchen no filme Fast & Furious: "Eu acho que a principal razão do diretor Justin Lin realmente ter gostado foi de eu ter servido no exército e ele queria usar meu conhecimento em armas."
Aos 18 anos, conquistou o título de Miss Israel em 2004, e representou o país no concurso de beleza Miss Universo naquele mesmo ano. Em 2007 participou de uma sessão de fotos para a revista Maxim intitulada "Mulheres do Exército Israelense", que apresentou modelos de Israel que eram membros do exército daquele país. A foto de Gal apareceu no convite para a festa de lançamento do controverso ensaio, e na capa do New York Post. Em 2008, Gadot desempenhou o papel principal no drama israelense Bubot ("Bonecas"). Também foi escolhida para ser a modelo principal da Castro, a maior marca de roupa israelense.

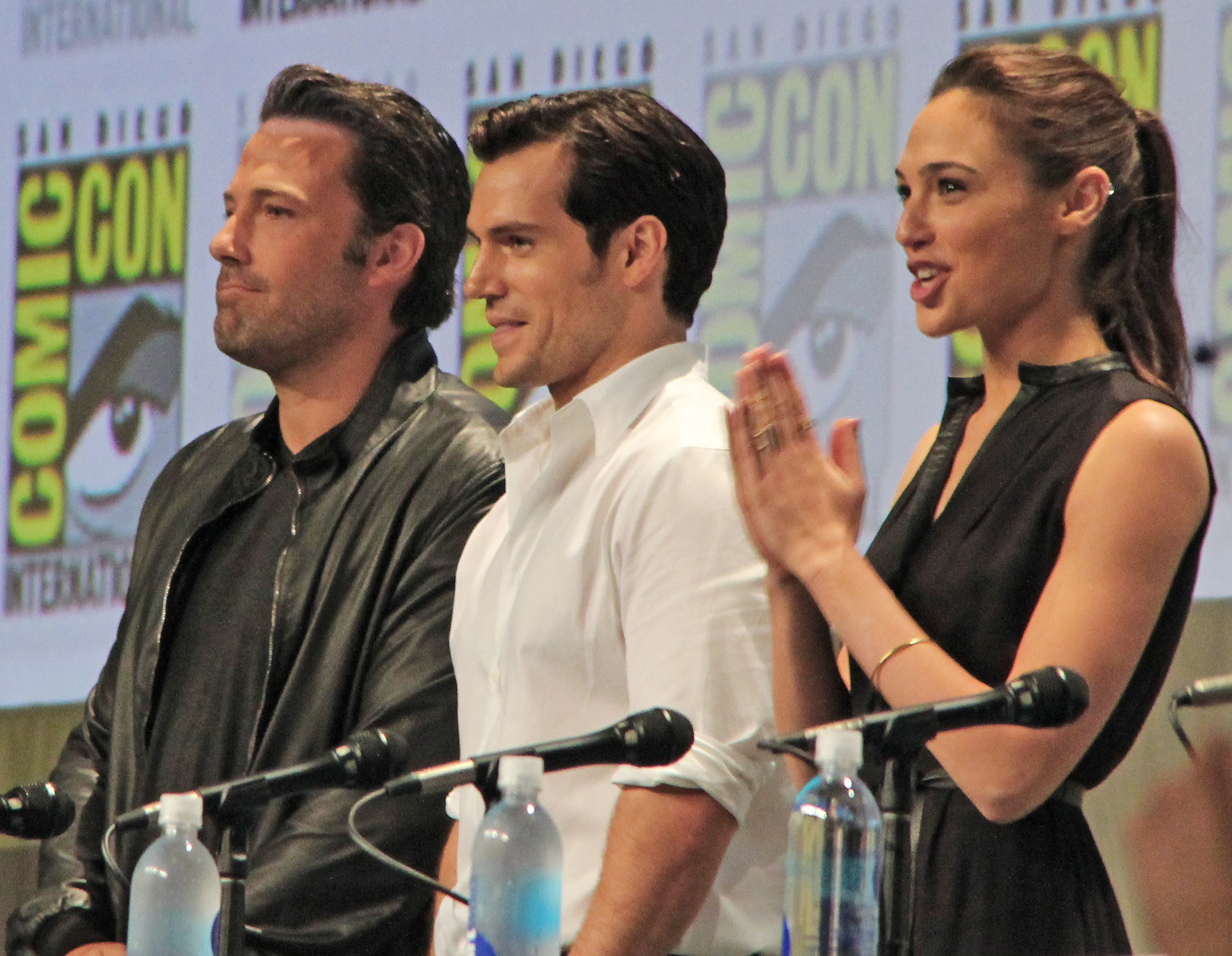
Ben Affleck, Henry Cavill e Gadot na San Diego Comic-Con de 2014

Gadot apareceu em Fast & Furious 4 (br: Velozes e Furiosos 4), juntamente com as co-estrelas Vin Diesel e Paul Walker, após ter vencido a seis outras atrizes para o papel. Em 2010, Gadot ganhou um pequeno papel na ação-aventura Knight and Day, estrelando ao lado de Tom Cruise e Cameron Diaz.
No dia 4 de dezembro de 2013, Gadot foi confirmada para interpretar a Mulher-Maravilha em Batman v Superman: Dawn of Justice, juntando-se a Ben Affleck como Batman e Henry Cavill como Superman.
Em 2016, teve um pequeno papel no filme Triple 9 de John Hillcoat, onde contracenou com Kate Winslet e Aaron Paul. No mesmo ano também atuou no filme Criminal, como a mulher do personagem interpretado por Ryan Reynolds, junto com Kevin Costner, Gary Oldman e Tommy Lee Jones. Terminou 2016 com um papel no filme de comédia Keeping Up with the Joneses, onde contracenou com Isla Fisher e Jon Hamm.
Em 2017, Gadot se estreou como protagonista pela primeira vez na carreira de atriz num filme de grande orçamento, Wonder Woman, novamente no papel da heroína Mulher-Maravilha. Devido ao fato de a atriz principal ser israelense, o filme inicialmente foi proibido de ser exibido no Líbano, por este estar em guerra com Israel. Apesar disso, o filme foi um sucesso tanto financeiro como de crítica. Ela reprisou esse papel no filme Justice League ("Liga da Justiça"), que foi lançado em novembro de 2017, e foi seu terceiro filme no Universo Estendido DC. Ainda em 2017, Gadot foi convidada a se tornar membro da Academia de Artes e Ciências Cinematográficas.
Na publicação de 2017 das 100 Mulheres Mais Sensuais da FHM, ficou na primeira classificação. Também apareceu em primeiro lugar no ranking da revista GQ.
Em 18 de março de 2025, Gadot recebeu uma estrela na Calçada da Fama, em Hollywood. No entanto, a cerimônia chegou a ser interrompida e foi marcada por protestos pró-Israel e pró-Palestina.

## Vida pessoal
Gadot casou-se com o empresário israelense Yaron Varsano em 28 de setembro de 2008 enquanto participava das gravações de Fast & Furious. Em novembro de 2011, nasceu sua primeira filha, chamada Alma. Sua segunda filha, Maya, nasceu em março de 2017; a terceira, Daniella, nasceu em junho de 2021, e a quarta, Ori, em março de 2024.

## Filmografia

### Cinema
| Ano  | Título                             | Personagem                      |
| ---- | ---------------------------------- | ------------------------------- |
| 2009 | Fast & Furious                     | Gisele Yashar                   |
| 2010 | Date Night                         | Natanya                         |
| 2010 | Knight and Day                     | Naomi                           |
| 2011 | Fast Five                          | Gisele Yashar                   |
| 2013 | Fast & Furious 6                   | Gisele Yashar                   |
| 2016 | Triple 9                           | Elena Vlaslov                   |
| 2016 | Batman v Superman: Dawn of Justice | Diana Prince / Mulher-Maravilha |
| 2016 | Criminal                           | Jill Pope                       |
| 2016 | Keeping Up with the Joneses        | Natalie Jones                   |
| 2017 | Mulher-Maravilha                   | Diana Prince / Mulher-Maravilha |
| 2017 | Liga da Justiça                    | Diana Prince / Mulher-Maravilha |
| 2018 | Ralph Breaks the Internet          | Shank (voz)                     |
| 2019 | Between Two Ferns: The Movie       | Ela mesma                       |
| 2020 | Mulher-Maravilha 1984              | Diana Prince / Mulher-Maravilha |
| 2021 | Liga da Justiça de Zack Snyder     | Diana Prince / Mulher-Maravilha |
| 2021 | Red Notice                         | Sarah Black                     |
| 2022 | Death of The Nile                  | Linnet Ridgeway-Doyle           |
| 2023 | Fast X                             | Gisele Yashar (Cameo)           |
| 2023 | Agente Stone                       | Rachel Stone                    |
| 2025 | Branca de Neve                     | Rainha Má                       |
| TBA  | Cleópatra                          | Cleópatra VII Filópator         |
| TBA  | Mulher-Maravilha 3                 | Diana Prince / Mulher-Maravilha |

### Televisão
| Ano  | Título    | Personagem             | Notas       |
| ---- | --------- | ---------------------- | ----------- |
| 2007 | Bubot     | Miriam "Merry" Elkayam | Série de TV |
| 2009 | Entourage | Lisa                   | Série de TV |
| 2011 | Asfur     | Kika                   | Série de TV |